# Stephan (Laienbruder)
Bruder Stephan OFMCap (* in Rüthen; † 18. Oktober 1732 in Münster) war ein Laienbruder des Kapuzinerordens und Bildhauer.

## Leben
Stephan wurde am 13. Januar 1693 als Novize im Kapuzinerorden eingekleidet und legte am 13. Januar 1694 seine ersten Ordensgelübde (Profess) in Münster ab, wo damals das Noviziat der Rheinischen Ordensprovinz war. Im Jahre 1695 kam Bruder Stephan nach Paderborn, im Mai 1699 ging er nach Münster zurück, wo er bis 1700 nachgewiesen ist. Für die Jahre 1703 und 1706 ist er in Hildesheim bezeugt, wo er aber nicht ununterbrochen stationiert war. Im August 1707 wurde er wieder nach Münster versetzt und gehörte dem dortigen Konvent bis zu seinem Tod an.

## Werk
Laienbruder Stephan, wie er in Archiven immer wieder genannt wird, schuf als „Meister im Ordensgewande“ zwischen 1693 und 1732 Altäre und Bildwerke für zahlreiche Kapuzinerklöster und -kirchen. In Münster schuf er 1695 ein Bild der „Schmerzhaften Mutter mit den Engeln“. Das Bild fand Aufstellung auf einem Seitenaltar der Klosterkirche. Während seiner Zeit in Hildesheim entstand eine „Statue der heiligen Maria“ aus Stein, die über dem Portal der dortigen Kapuzinerkirche angebracht war.
Mehrere Aufträge erhielt Stephan auch vom ehemaligen Kapuzinerkloster (später: Franziskanerkloster Werl) im Jahre 1703: Nach der Chronik des Klosters schuf er dort vier Statuen: Schutzengel, Erzengel Michael, Barbara von Nikomedien und Agatha von Catania. Die Figuren Schutzengel und St. Michael wurden „an der Längswand des Presbyteriums aufgestellt, zum besonderen Schmuck des Raumes“ (Klosterarchiv Werl I, S. 82). In der Klosterkirche wurden die Bildwerke der heiligen Barbara und der heiligen Agatha aufgestellt. „Hersteller all dieser Figuren war der Laienbruder Stephan aus Rüthen.“ Über den Verbleib dieser Werke ist nichts bekannt. Viele Sachen aus dem ehemaligen Kapuzinerkloster wurden an andere Kirchen, auch an Private, verkauft oder verschenkt. Solches ist auch für die Werke Stephans nicht ausgeschlossen.
Die – nach derzeitigem Wissensstand (Stand 6/2020) – einzig erhaltene Arbeit des Meisters ist die reich geschnitzte Barockkanzel in der jetzigen Ägidiipfarrkirche in Münster (ehemalige Kapuzinerkirche). Die Kirche wurde von Johann Conrad Schlaun erbaut, und auch die Entwurfszeichnung für die dann von Stephan geschnitzte Kanzel geht auf Schlaun zurück, wie Theodor Rensing nachweisen konnte, indem er die Entwurfszeichnung Schlauns ausfindig machte, die heute im Staatsarchiv Münster (Mscr. VI 259) liegt. Vor rund zweihundert Jahren wäre die Kanzel fast ein Opfer der damaligen Verhältnisse geworden: Napoleon hatte die Ausweisung der Kapuziner aus Münster angeordnet, die Klostergebäude abreißen und nur die Kirche – unter Verwendung als militärisches Zeughaus (1813–1821) – stehen lassen. Die Kanzel hatte der Generalvikar Clemens August zu Droste-Vischering von der preußischen Regierung erworben und schenkte sie 1821 der Ägidiipfarrgemeinde, als diese nach Einsturz ihrer alten Kirche die Kapuzinerklosterkirche als Pfarrkirche übernahm. Auf diese Weise blieb die Kanzel – als wohl einziges Ausstattungsstück – erhalten.